# Manuel Bermúdez (gobernador)
Manuel Bermúdez (n. 3 de mayo de 1871, Corrientes - f. Después de 1941) docente argentino, diputado nacional, senador provincial y gobernador del entonces Territorio Nacional de Misiones desde 1905 hasta 1908.

## Biografía
Manuel Bermúdez había nacido en la ciudad de Corrientes, ejerció la docencia y fue elegido diputado nacional en dos oportunidades.
Entre los años 1905 y 1908 ocupó el cargo de gobernador del Territorio Nacional de Misiones, y en su mandato se favoreció la comunicación dentro del territorio con la construcción de caminos y puentes.
En 1920, como diputado nacional por Corrientes, brindó un emotivo discurso aceptando la Ley-Subsidio para el financiamiento de los homenajes al General Manuel Belgrano en el centenario de su fallecimiento.
De regreso a su provincia, fue senador provincial en Corrientes y ministro de hacienda e instrucción pública durante los mandatos de Mariano Indalecio Loza y de José E. Robert. Su último cargo público fue como ministro en la intervención federal de la provincia de San Juan, entre 1939 y 1941.